# Turquestan
|  | Per a altres significats, vegeu «Turquestan (desambiguació)». |

El Turquestan (en turc Türkistan) és una regió de l'Àsia central, habitada majoritàriament per pobles turquesos i limitada a l'oest per la mar Càspia, les estepes siberianes al nord, les muntanyes de l'Altai i el desert de Gobi a l'est i les serralades de l'Hindu Kush, el Pamir i el Kunlun al sud. Es divideix en: 
- Turquestan Occidental o rus, perquè va ser conquerit per l'Imperi Rus; generalment inclou terres no turques (Tadjikistan). Vegeu Turquestan Rus.
- Turquestan Oriental o xinès, que fou conquerit per l'Imperi Xinès i més tard integrat dins la República Popular de la Xina, que actualment l'administra com a Regió Autònoma de Xinjiang Uigur; vegeu Xinjiang.
- Turquestan Meridional o afganès, que comprèn les regions septentrionals de l'Afganistan. Vegeu Turquestan Afganès.

## Història
Els perses van designar com Turquestan (Turkastan) a la regió al nord de l'Oxus a partir del segle VI quan van aparèixer a la zona els turcs; en algunes fonts la part occidental prop de la mar Càspia és anomenada regió de Dihistan. Les victòries dels àrabs en el segle VIII van rebutjar als turcs cap al nord i la regió al nord de l'Oxus fou anomenada com Mawara al-Nahr (Transoxiana); els geògrafs àrabs esmenten el Turquestan als segles IX i X al nord de la Transoxiana. El Turquestan incloïa llavors Kasan (a la vall de Fergana) al nord del Sirdarià o Yaxartes, que era el primer centre comercial que es trobava en entrar al Turquestan; també n'eren part Djand i Shahrkand, i Khotan a l'est. El Turquestan Meridional es va formar al segle xvi amb les conquestes dels uzbeks al sud de l'Oxus. Foren els britànics els que el segle xix van reintroduir el terme. Els xinesos anomenaven al Turquestan (en general) Han-Hai que la ciència interpreta generalment com a "Mar Seca". Les terres al nord de les muntanyes Tien Shan i a l'est i nord del Pamir i Kun Lun, amb la conca del Tarim i la Jungària, fou conegut convencionalment com a Turquestan Oriental i alternativament com Turquestan Xinès, però aquests el van anomenar Sinkiang.
Després de la Revolució Russa va existir un govern musulmà del Turquestan (Govern de Kokand) i una república (República Soviètica Autònoma del Turquestan) però el 1924 es va decidir la creació de repúbliques ètniques a l'Àsia central i la república fou dissolta formalment el maig de 1925; el nom de Turquestan fou considerat contrarevolucionari i va desaparèixer excepte per la ciutat d'aquest nom.